# Triodontella procera
Triodontella procera är en skalbaggsart som beskrevs av Lansberge 1886. Triodontella procera ingår i släktet Triodontella och familjen Melolonthidae. Inga underarter finns listade i Catalogue of Life.